# Solenopsis orbula
Solenopsis orbula es una especie de hormiga del género Solenopsis, subfamilia Myrmicinae.

## Distribución
Esta especie se encuentra en Francia, Afganistán y Cabo Verde.